# 周惠久
周惠久（1909年3月1日—1999年2月9日），男，奉天（今辽宁）沈阳人，中国力学性能及热处理专家。曾任西安交通大学教授、金属及强度研究所名誉所长。

## 生平
1927年，从沈阳第一中学毕业，入唐山交通大学（今西南交通大学）土木系结构工程专业。1931年毕业后，先到东北大学任助教，九一八后南下，到清华大学任助教。1935年考取公费留学，赴美国伊利诺大学留学。1936年获力学硕士学位。1938年又获密歇根大学冶金工程硕士学位。1938年9月，到国立西南联合大学任机械系和航空系教授，并在清华大学航空研究所兼职。1941年，转到在陆军机械化学校战车机械工程研究所工作，1942年任所长。1945年任重庆大学航空系教授。1946年8月任中央大学机械系教授。1947－1949年任上海交通大学教授，1948年起兼任无锡开源机器厂总工程师。建国初期领导研制紧缺的机器设备。1952年又回到上海交通大学机械工程系任教授。1958年交大西迁，任西安交大机械系主任；同年，加入中国共产党。1980年当选为中国科学院学部委员（院士）。1980－1984年，任西安交通大学副校长。